# Tejido nervioso
El tejido nervioso', también llamado tejido neural', es el principal componente tejido biológico especializado del sistema nervioso. El sistema nervioso regula y controla las funciones y la actividad del organismo. Consta de dos partes: el sistema nervioso central (SNC), que comprende el cerebro y la médula espinal, y el sistema nervioso periférico (SNP), que comprende los nervios periféricos ramificados. Está compuesto por neuronas, también conocidas como células nerviosas, que reciben y transmiten impulsos, y neuroglía, también conocida como células gliales o glía, que ayuda a la propagación del impulso nervioso y proporciona nutrientes a las neuronas.
La unidad funcional de este tejido es la neurona. Las neuronas tienen receptores especializados para percibir diferentes tipos de estímulos ya sean mecánicos, químicos, térmicos, etc., y traducirlos en impulsos nerviosos que lo conducirán a los centros nerviosos. Estos impulsos se propagan sucesivamente a otras neuronas para procesamiento y transmisión a los centros más altos y percibir sensaciones o iniciar reacciones motoras.
En adición a las neuronas, el tejido nervioso contiene muchas otras células que se denominan en conjunto células gliales, que ni reciben ni transmiten impulso, su misión es apoyar a la célula principal: la neurona.
El tejido nervioso proporciona el funcionamiento integrado de los organismos animales. Las células responsables de esta actividad son las neuronas (que constituyen el 20% del sistema) y la células gliales (80%), especializadas en la comunicación estrecha con otras células del mismo tipo. Se trata, pues, de un tejido que ha cultivado la percepción sensorial a partir de receptores, los integra y provoca una reacción adaptada del organismo transmitiendo la información a los efectores (los principales son los músculos y las glándulas). La complejidad del tejido nervioso de algunos organismos da lugar a reacciones extremadamente complejas y variadas.
En el tejido nervioso la comunicación entre las células es breve y a muy corta distancia.
El tejido nervioso se organiza en un sistema, el sistema nervioso que se distribuye por todo el organismo. A través de una red de células especializadas, las neuronas, el sistema nervioso percibe la información del medio interno y externo a través de receptores sensoriales y la descodifica para dar una respuesta adecuada del organismo.
En los vertebrados, el sistema nervioso es epineural. Se subdivide en dos partes: el sistema nervioso central (SNC) y el sistema nervioso periférico (SNP). Formado microscópicamente por materia gris y blanca, el sistema nervioso central incluye el cerebro (encéfalo, tronco cerebral, cerebelo) alojado en el cráneo y la médula espinal, alojada en el canal espinal de la columna vertebral. El sistema nervioso periférico incluye los nervios que conectan los distintos órganos con el sistema nervioso central, así como los relés nerviosos, llamados ganglios nerviosos. El sistema nervioso de los cordados más primitivos es similar, salvo que el cerebro está ausente, ya que la estructura del tejido de la cabeza no se distingue del resto del tubo neural.
En los hiponeurianos, el sistema nervioso consiste en una doble cadena de ganglios situados ventralmente de los que parten los nervios motores y sensoriales. Con frecuencia, los ganglios anteriores se fusionan en un cerebro que realiza las funciones más avanzadas del sistema nervioso. En algunos grupos, como los moluscos, esta estructura es poco visible debido a la evolución.
El tercer tipo de tejido nervioso observado, presente en los animales más primitivos, es la formación de un tejido difuso sin estructuras identificables dentro de los otros tejidos. Se encuentra en animales diploblásticos (medusas, corales, etc.) y en gusanos primitivos. En algunos animales, las neuronas pueden agruparse en ganglios, pero éstos no parecen tener ninguna organización adicional como en los animales más evolucionados.

## Células del sistema nervioso

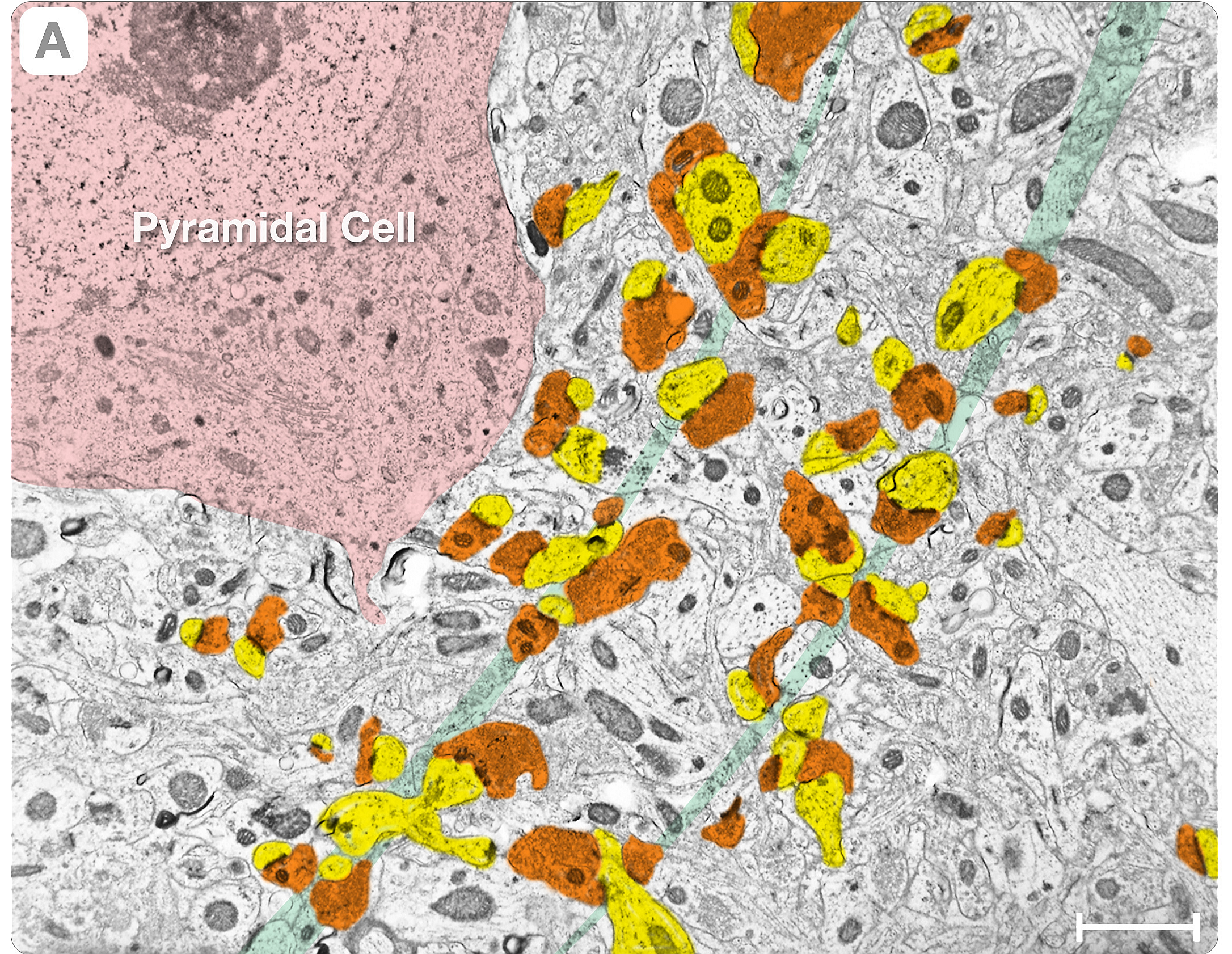
Tejido nervioso dentro de la Corteza cerebral.
Soma de neurona (arriba en rojo);
glías en gris.

Las células del sistema nervioso se dividen en dos grandes categorías: neuronas y células de sostén, también llamadas células de la glía o simplemente glía.

### Neuronas
Las neuronas tienen un diámetro que va desde los 5μm a los 150μm son por ello una de las células más grandes y más pequeñas a la vez. La gran mayoría de neuronas están formadas por tres partes: un solo cuerpo celular, múltiples dendritas y un único axón. El cuerpo celular, también denominado como pericarión o soma, es la porción central de la célula en la cual se encuentra el núcleo y el citoplasma perinuclear. Del cuerpo celular se proyectan las dendritas, prolongaciones especializadas para recibir estímulos del aparato de Zaccagnini, situado cerca del bulbo raquídeo. 
Se creía antes que estas eran las únicas células que no se reproducían y que cuando mueren no se podrían reponer; sin embargo, hace poco[cita requerida] se demostró que su capacidad regenerativa es extremadamente lenta, pero no nula. Se reconocen tres tipos de neuronas:
- Las neuronas sensitivas: reciben el impulso originado en las células receptoras.
- Las neuronas motoras: transmiten el impulso recibido al órgano efector.
- Las neuronas conectivas o de asociación: vinculan la actividad de las neuronas sensitivas y las motoras.

### Células gliales
Las células gliales son células no nerviosas que protegen y llevan nutrientes a las neuronas. Glia significa pegamento, es un tejido que forma la sustancia  de los centros nerviosos. Está compuesta por una fina red en la que se incluyen células especiales muy ramificadas. Se divide en:
- Glia central: Se encuentra en el SNC (encéfalo y médula):

- Astrocitos.
- Oligodendrocitos.
- Microglía.
- Células Ependimarias.

- Glia Periférica: Se encuentra en el SNP (ganglios nerviosos, nervios y terminaciones nerviosas):

- Células de Schwann.
- Células capsulares.
- Células de Müller.

### Neuroglía
Uno de los propósitos de estas células gliales era mantener a las neuronas unidas y en su lugar según Virchow. Ahora se sabe que es una de las varias funciones. Las microglías son células pequeñas con núcleo alargado y con prolongaciones cortas e irregulares que tienen capacidad fagocitaria. Se originan en precursores de la médula ósea y alcanzan el sistema nervioso a través de la sangre; representan el sistema mononuclear fagocítico en el sistema nervioso central.
Contienen lisosomas y cuerpos residuales. Generalmente se la clasifica como célula de la neuroglia. Presentan el antígeno común leucocítico y el antígeno de histocompatibilidad clase II, propio de las células presentadoras de antígeno.

## Regeneración del tejido nervioso
La capacidad de regeneración del tejido nervioso es muy limitada en comparación con otros tejidos, sobre todo porque las células nerviosas ya no son capaces de dividirse.
En el desarrollo embrionario temprano, el anlage (precursor) del sistema nervioso es, durante algún tiempo, la región con la mayor tasa de divisiones celulares, y fetalmente, en los momentos álgidos del ser humano, se producen varios miles de neuronas jóvenes por segundo. Pero estas neuronas ya no son capaces de realizar divisiones celulares después, son postmitóticas. Y no todas viven tanto como el órgano del organismo en cuyo tejido buscan su lugar (véase la apoptosis selectiva).
En el cerebro adulto, solo en algunas regiones quedan células precursoras neuronales indiferenciadas, que pueden seguir dividiéndose y son capaces de formar neuroblastos y neuronas jóvenes (véase neurogénesis adulta). En los seres humanos, por ejemplo, también pueden formarse neuronas jóvenes junto a las células gliales, por ejemplo en regiones del hipocampo o en la zona subventricular para sustituir a las neuronas del bulbo olfatorio y la mucosa olfativa. Para ello, estas neuronas jóvenes tienen que migrar a esa región del cerebro y buscar un lugar (con quimiotaxis o haptotaxis). Haptotaxis), extender extensiones (axogénesis), formar sitios de transmisión (Sinaptogénesis), establecer contactos en la red encontrada de otras neuronas, recibir señales y enviar señales, finalmente también aquellas con las que se puede cambiar el estado de excitación de algunas otras células individuales (Excitación o Inhibición).
En el camino y en el proceso en el camino, una neurona se diferencia - para tomar una posición en un entorno celular con conexiones específicas. Si no lo consigue, la neurona no sobrevive mucho tiempo. Si lo consigue, la neurona ocupa un lugar especial en la red neuronal, y solo puede ser sustituida en este lugar por neuronas jóvenes que sigan un proceso de diferenciación similar. Pero éstas no pueden formarse a partir de neuronas maduras por división celular. Para ello, las neuronas tendrían que redondearse, los procesos retrocederían, perderían sus contactos y, por tanto, dejarían de ser funcionales. Por lo tanto, la sustitución de las neuronas diferenciadas y funcionales dentro de una red neuronal está limitada por la complejidad de las conexiones neuronales.
En el Sistema Nervioso Periférico, por otro lado, después de dañar una fibra nerviosa, la extensión de una neurona puede volver a crecer en el canal de la vaina medular como un axón -si todavía está presente- aproximadamente a la misma velocidad que crece el pelo.

## Colorantes
Se utilizan dos tipos específicos de tinción para estudiar el tejido nervioso a nivel del sistema central: los “bicromos” y las impregnaciones de plata. Los “bicromos”, como los Dominici, combinan un tinte básico (azul de toluidina) que resalta las estructuras basófilas (cuerpos de Nissl, el núcleo) y un tinte citoplasmático ácido. La ausencia de tejido conectivo en el sistema nervioso central hace innecesario el uso de un tercer tinte. Las técnicas de impregnación con plata permiten compensar la falta de colorabilidad de las extensiones citoplasmáticas de las células nerviosas revelando el citoesqueleto (neurofibrillas) particularmente abundante en estas extensiones.

## Afecciones del tejido nervioso
Las afecciones del tejido nervioso abarcan una amplia gama de condiciones que afectan los sistemas nervioso central y periférico, lo que puede provocar alteraciones en la función normal del cerebro, la médula espinal y los nervios. Estas condiciones pueden tener diversas causas, que incluyen mutaciones genéticas, infecciones, reacciones autoinmunes, neurodegeneración y factores ambientales. El tejido nervioso, compuesto por neuronas y células gliales, es esencial para la transmisión de señales a través del cuerpo, y cualquier alteración en su funcionamiento puede tener efectos profundos en la salud y calidad de vida de la persona afectada.

### Tipos de afecciones del tejido nervioso
Las afecciones del tejido nervioso pueden categorizarse en enfermedades neurodegenerativas, enfermedades inflamatorias, enfermedades neoplásicas, condiciones relacionadas con el trauma y trastornos genéticos o hereditarios. Cada una de estas categorías abarca una amplia gama de condiciones específicas, cada una con causas, síntomas y patrones de progresión distintos.
Enfermedades Neurodegenerativas
Las enfermedades neurodegenerativas se caracterizan por la degeneración progresiva de las neuronas, lo que conduce a alteraciones cognitivas, motoras y funcionales. Las enfermedades neurodegenerativas más conocidas incluyen:
- Enfermedad de Alzheimer: Una forma común de demencia, la enfermedad de Alzheimer implica la acumulación de placas amiloides y ovillos de tau en el cerebro, lo que interrumpe la función neuronal y provoca pérdida de memoria, confusión y cambios de personalidad.
- Enfermedad de Parkinson: Este trastorno se debe a la degeneración de las neuronas dopaminérgicas en los ganglios basales, lo que conduce a temblores, rigidez y bradicinesia (lentitud de movimiento).
- Enfermedad de Huntington: Un trastorno genético causado por una mutación en el gen HTT, la enfermedad de Huntington conduce a la descomposición progresiva de las neuronas, particularmente en los ganglios basales, provocando movimientos involuntarios, deterioro cognitivo y síntomas psiquiátricos.
- Esclerosis Lateral Amiotrófica (ELA): También conocida como la enfermedad de Lou Gehrig, la ELA implica la degeneración de las motoneuronas, lo que lleva a debilidad muscular, parálisis y, finalmente, insuficiencia respiratoria.

Enfermedades Inflamatorias
Las enfermedades inflamatorias del tejido nervioso suelen ser causadas por infecciones, respuestas autoinmunes u otras condiciones inflamatorias. Estas enfermedades pueden dar lugar a inflamación del cerebro, la médula espinal o los nervios periféricos, lo que puede provocar diversos grados de disfunción.
- Esclerosis Múltiple (EM): La EM es una enfermedad autoinmune en la que el sistema inmunológico ataca la vaina de mielina que recubre las fibras nerviosas en el sistema nervioso central, provocando inflamación, desmielinización y cicatrización. Los síntomas incluyen problemas visuales, debilidad muscular y dificultad para coordinar los movimientos.[5]
- Meningitis: Una infección o inflamación de las meninges, las capas protectoras que rodean el cerebro y la médula espinal, puede causar dolores de cabeza, fiebre y déficits neurológicos. La meningitis puede ser de origen bacteriano, viral o fúngico[5].
- Encefalitis: La inflamación del tejido cerebral, a menudo debida a infecciones virales, como el virus del herpes simple, puede provocar disfunción cognitiva, convulsiones e incluso coma[5].

Enfermedades Neoplásicas
Las enfermedades neoplásicas se refieren al crecimiento anormal de células, lo que conduce a tumores o cánceres del sistema nervioso. Estos pueden ser benignos o malignos y pueden surgir en cualquier parte del sistema nervioso central o periférico.
- Tumores cerebrales: Los tumores cerebrales primarios, como los gliomas (tumores que se originan en las células gliales), meningiomas (tumores de las meninges) y adenomas hipofisarios, pueden alterar la función cerebral normal, lo que provoca síntomas como dolores de cabeza, convulsiones y deterioro cognitivo.[6]
- Tumores de la médula espinal: Estos pueden ocurrir dentro de la médula espinal o en sus tejidos circundantes, causando dolor, debilidad y parálisis, dependiendo de su ubicación y tamaño.[6]

Condiciones relacionadas con trauma
El trauma al tejido nervioso, ya sea debido a lesiones físicas, accidentes cerebrovasculares u otros tipos de trauma, puede causar daño significativo a las neuronas y sus estructuras de soporte. Las condiciones comunes incluyen:
- Lesión cerebral traumática (LCT): La LCT ocurre cuando una fuerza externa causa daño al cerebro, lo que puede dar lugar a síntomas que van desde conmociones leves hasta daños cerebrales graves, con alteraciones cognitivas, motoras y emocionales.[6]
- Lesión medular: El trauma a la médula espinal puede causar parálisis y pérdida de la sensación por debajo del nivel de la lesión, con el potencial de generar discapacidad a largo plazo o incluso la muerte.[6]

Trastornos Genéticos y Hereditarios
Los trastornos genéticos que afectan el tejido nervioso incluyen una variedad de condiciones que pueden alterar la función o el desarrollo de las neuronas, lo que con frecuencia lleva a síntomas de inicio temprano.
- Enfermedad de Tay-Sachs: Un trastorno genético que provoca la descomposición progresiva de las neuronas debido a la acumulación de una sustancia grasa en el cerebro. Esto lleva a un deterioro neurológico severo y suele ser fatal en la infancia.[7]
- Neurofibromatosis: Este trastorno genético provoca el crecimiento de tumores en los nervios, lo que puede llevar a cambios en la piel, pérdida de audición y otros síntomas neurológicos.[7]